# The Gun Runners
The Gun Runners (bra: Contrabando de Armas) é um filme estadunidense de 1958, do gênero drama romântico-policial, dirigido por Don Siegel, com roteiro de baseado no conto "One Trip Across", de Ernest Hemingway, publicado na Cosmopolitan em  abril de 1934.

## Sinopse
No início da Revolução Cubana, dono de barco acaba envolvido no contrabando de armas para aquela ilha do Caribe.

## Elenco
| Ator/Atriz      | Personagem  |
| --------------- | ----------- |
| Audie Murphy    | Sam Martin  |
| Eddie Albert    | Hanagan     |
| Patricia Owens  | Lucy Martin |
| Everett Sloane  | Harvey      |
| Richard Jaeckel | Buzurki     |
| Paul Birch      | Sy Philips  |
| Jack Elam       | Arnold      |
| John Qualen     | Pop         |
| Gita Hall       | Eva         |